# 재일본조선인인권협회
재일본조선인인권협회(일본어: 在日本朝鮮人人権協会 (ざいにほんちょうせんじんじんけんきょうかい))는 재일 조선인의 권리를 향상시키려는 목적으로 설립된 단체로, 1994년에 결성되었다. 도쿄와 오사카에 본부가 있다. 재일본조선인총련합회, 조선학교에 관련된 정치 활동에 밀접한 관계가 있다.

## 기관지
- 인권과 생활

## 같이 보기
- 재일본조선인총연합회